# Carolyn Craig
Carolyn Craig, nata Adele Ruth Crago (Valley Stream, 27 ottobre 1934 – Culver City, 12 dicembre 1970), è stata un'attrice statunitense.

## Biografia
Nata nello stato di New York, fece le prime esperienze di recitazione in California. Il suo debutto nel cinema avvenne nel 1956 con la partecipazione al film Il gigante. Nello stesso anno prese parte a numerose serie televisive. Continuò a recitare in film, soprattutto western, e in televisione fino al 1967. Nel 1957 sposò Charles E. Graham, da cui divorziò nel 1961. Nello stesso anno sposò Arthur Bryden, unione che durò fino al 1970. Nel dicembre 1970 morì suicida all'età di 36 anni.

## Filmografia parziale

### Cinema
- Il gigante (Giant), regia di George Stevens (1956)
- La belva del Colorado (Fury at Showdown), regia di Gerd Oswald (1957)
- Un volto nella folla (A Face in the Crowd), regia di Elia Kazan (1957) - non accreditata
- La città del ricatto (Portland Exposé), regia di Harold D. Schuster (1957)
- L'uomo della legge (Gunsight Ridge), regia di Francis D. Lyon (1957)
- Apache Territory, regia di Ray Nazarro (1958)
- La casa dei fantasmi (House on Haunted Hill), regia di William Castle (1959)
- Vivi con rabbia (Studs Lonigan), regia di Irving Lerner (1960)

### Televisione
- Steve Donovan, Western Marshal – serie TV, episodio 1x13 (1955)
- Matinee Theatre – serie TV, 5 episodi (1955-1956)
- Damon Runyon Theater – serie TV, episodio 2x19 (1956)
- Lux Video Theatre – serie TV, un episodio (1956)
- General Electric Theater – serie TV, un episodio (1956)
- Screen Directors Playhouse – serie TV, episodio 1x21 (1956)
- The George Burns and Gracie Allen Show – serie TV, un episodio (1956)
- West Point – serie TV, episodio 1x01 (1956)
- Cavalcade of America – serie TV, 2 episodi (1956-1957)
- Annie Oakley – serie TV, 2 episodi (1956-1957)
- State Trooper – serie TV, un episodio (1957)
- Perry Mason – serie TV, un episodio (1957)
- Mr. Adams and Eve – serie TV, un episodio (1958)
- The Rifleman – serie TV, un episodio (1958)
- The Gray Ghost – serie TV, episodio 1x17 (1958)
- Tales of Wells Fargo – serie TV, 2 episodi (1957-1959)
- Il tenente Ballinger (M Squad) – serie TV, un episodio (1959)
- Hawaiian Eye – serie TV, un episodio (1960)
- Le leggendarie imprese di Wyatt Earp (The Life and Legend of Wyatt Earp) – serie TV, 3 episodi (1958-1960)
- Indirizzo permanente (77 Sunset Strip) – serie TV, un episodio (1962)
- Scacco matto (Checkmate) – serie TV, un episodio (1962)
- Io e i miei tre figli (My Three Sons) – serie TV, episodio 2x32 (1962)
- General Hospital – serie TV, 2 episodi (1963)
- Il ladro (T.H.E. Cat) – serie TV, un episodio (1967)